# Hadena rhodocharis
Hadena rhodocharis är en fjärilsart som beskrevs av Brandt 1938. Hadena rhodocharis ingår i släktet Hadena och familjen nattflyn. Inga underarter finns listade i Catalogue of Life.